# アラン・シーガー

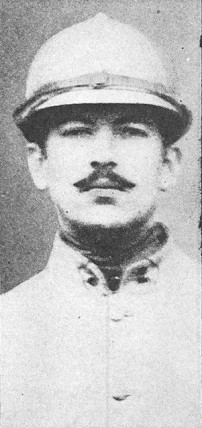
フランス外人部隊の軍服を着たアラン・シーガー

アラン・シーガー（Alan Seeger、1888年6月22日 - 1916年7月4日）は、アメリカ合衆国の詩人。第一次世界大戦中にフランス外人部隊の一員として従軍したソンムの戦いで戦死した。シーガーは、アメリカ合衆国のフォーク歌手ピート・シーガーの叔父にあたり、ハーバード大学ではT・S・エリオットの同級生であった。シーガーは、ジョン・F・ケネディ大統領のお気に入りだった「I Have a Rendezvous with Death」という詩を書いたことで最もよく知られている。シーガーをモデルにした像は、パリの合衆国広場 (Place des États-Unis) にある、戦没アメリカ人義勇兵の記念碑の一部となっている。

## 生い立ち
1888年6月22日、ニューヨークに生まれたシーガーは、1歳のときに家族とともにスタテン島に移り、10歳までそこで育った。1900年、一家はメキシコへ移り住み、ここで2年間を過ごすことになったが、この経験は後のシーガーの詩作にも反映されている。兄チャールズ・シーガーは、有名な音楽学者であり、アメリカ合衆国のフォーク歌手ピート・シーガーの父である。
シーガーは、ハックリー・スクール (Hackley School) など、エリート的なプレップ・スクール数校を経て、1906年にハーバード大学に入学した。

## 文筆
ハーバード大学で、シーガーは雑誌『Harvard Monthly』の編集にあたり、寄稿もしていた。1910年に大学を卒業した後、シーガーはグリニッジ・ヴィレッジに2年間ほど移り住み、そこで詩を書きながら若きボヘミアンとしての生活を送った。
当時のシーガーは、西29丁目319番地 (319 West 29th Street) にあったマドモワゼル・プティパの下宿屋 (the Mlles. Petitpas' boardinghouse) で開かれる夜会 (soirées) に出入りしていたが、その中心となっていた天才的人物が、芸術家、賢人として知られていたジョン・バトラー・イェイツ (John Butler Yeats)、すなわち、詩人ウィリアム・バトラー・イェイツの父であった。
その後、パリのカルチエ・ラタンに移り、異郷での知的生活スタイルを送っていたシーガーは、第一次世界大戦を連合国側の一員として戦うべく、1914年8月24日にフランス外人部隊へ入隊した（アメリカ合衆国が第一次世界大戦に参戦したのは1917年である）。

## 死
1916年7月4日、ベロイ＝アン＝サンテール (Belloy-en-Santerre) における戦闘中に、シーガーは戦死した。このときシーガーは、機関銃で数発の銃撃を受けながら、攻撃に成功した戦友たちへ歓声を送ったとされる。

## 詩作

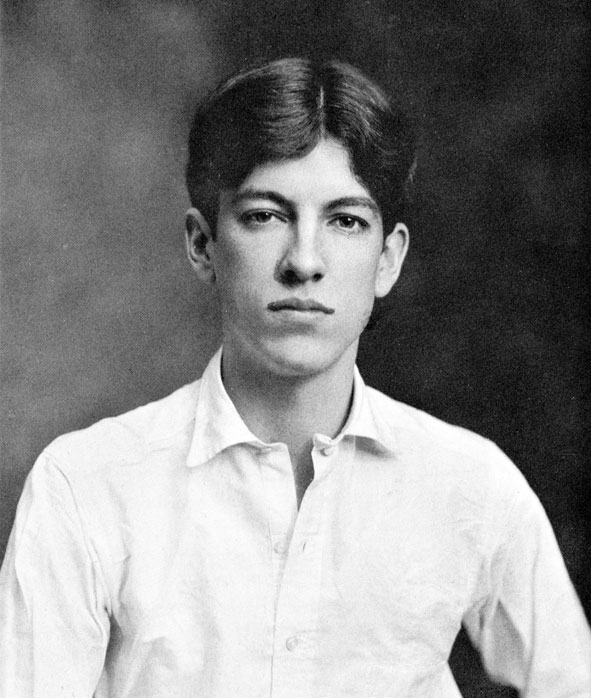
若き日のアラン・シーガー

シーガーの有名な詩のひとつ「I Have a Rendezvous with Death」は、シーガーの死後に出版された。結果的に戦死したシーガーの詩作や、個人的に書き留めていた手稿において、繰り返し出てくる主題は、若いうちに栄誉ある人生の終わりを迎えたいという望みであったJFK図書館 (the JFK Library) によると、このシーガーの詩は、「ジョン・F・ケネディのお気に入りの詩のひとつであり、彼は、しばしば妻（ジャクリーン）にこの詩を読み上げることを求めた」という。
シーガーの詩作は、死後1年が経った1917年になるまで出版されなかった。詩集『Poems』は、あまり売れなかったが、エリック・ホムバーガー (Eric Homberger) は、20世紀はじめには既に時代遅れとなっていた、過剰な理想主義と言葉遣いがその理由だと評している。
『The Egoist』誌に掲載された『Poems』の書評において、かつてハーバードで同級生だったT・S・エリオットは、次のように述べた。
シーガーは自分の詩作に真剣で、そのために呻吟した。作品はよくできており、時流からはあまりに外れており、そのことがむしろ肯定的な質になっている。彼の詩は、誇張的、装飾的で、荘厳だが、その荘厳さは単なる文学的形式上のことに留まるものではない。自らが証しできることの何たるかを弁えていたアラン・シーガーは、この世におけるその全人生を、非の打ち所のない詩的威厳をもって生き抜いた。彼のすべては一貫したものであった。

## 記念碑

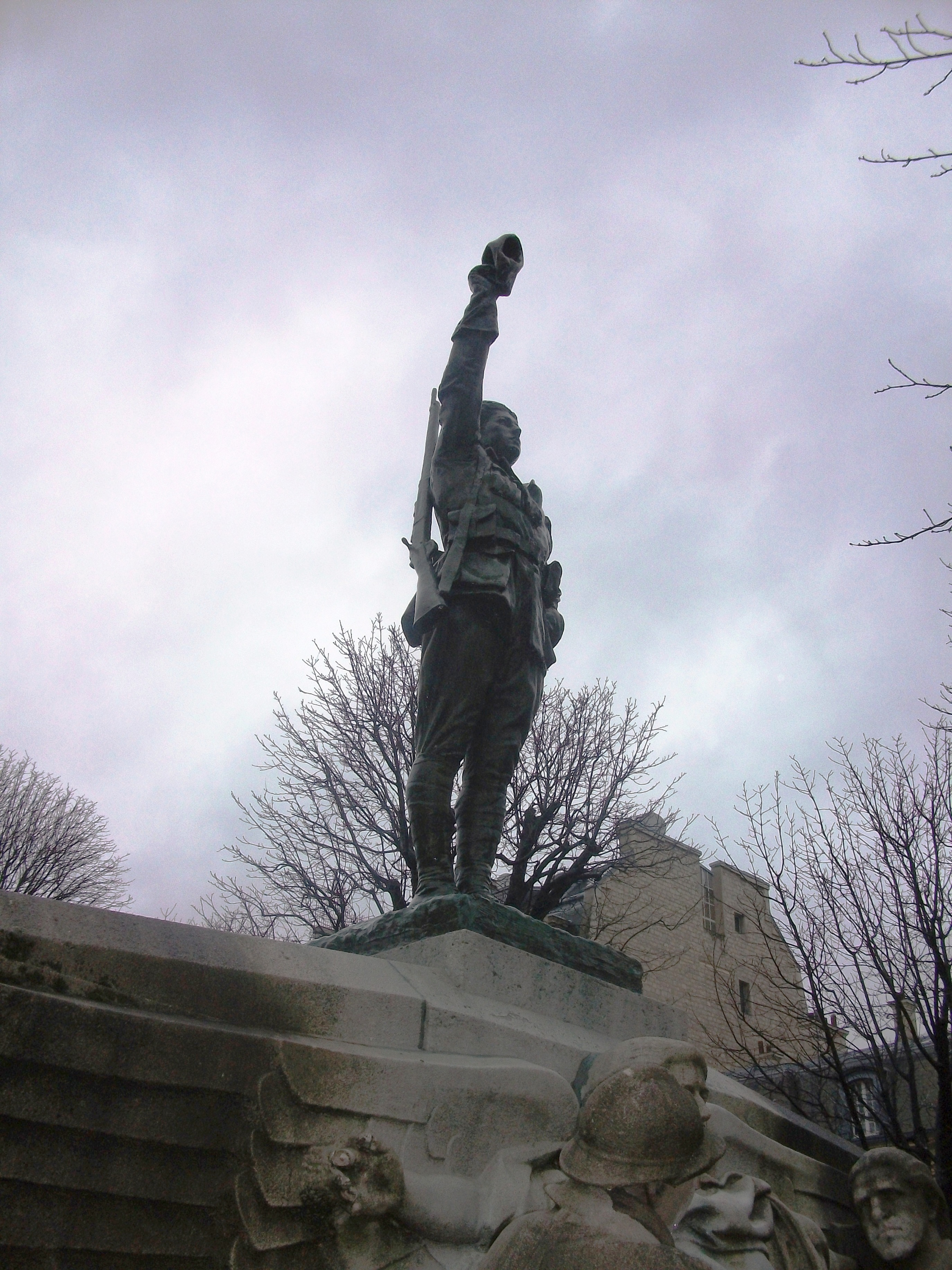
パリ、合衆国広場のアメリカ人志願兵記念碑

1923年7月4日、フランス首相レイモン・ポアンカレは、第一次世界大戦でフランスのために戦ったアメリカ人志願兵たちに捧げられた記念碑を合衆国広場に献納した。この記念碑は、ジャン・ブシェ (Jean Boucher) が制作した、台座の上に載ったブロンズ像で、その費用は一般からの募金によって賄われた。
ブシェは、着想を得る材料としてシーガーの写真を用いて制作にあたっており、シーガーの名は、フランス外人部隊の一員として戦死した他の23人の名とともに、台座の裏側に記されている。また銅像の基部の両側には、1916年7月4日に戦死する直前の時期にシーガーが遺した詩「Ode in Memory of the American Volunteers Fallen for France」からの2つの抜粋がそれぞれ刻まれている。この詩を作った時のシーガーの意向としては、この作品は、その年の5月30日の米国の休日デコレーション・デー（後のメモリアル・デー（戦没将兵追悼記念日））に読まれるものであった。
彼らはこの世での報酬を求めなかった。彼らは、後悔なく生きることを望み、兄弟たちは明らかな栄誉を熱望して自らの生を生き、自らの死を死んだ。万歳、兄弟！さらば、倒れし者たちよ！君たちに対し、私たちは永遠に感謝することがふたつある。フランスのために死んだという栄光、そして、われわれの記憶の中にある君たちへの讃歌だ。
They did not pursue worldly rewards; they wanted nothing more than to live without regret, brothers pledged to the honor implicit in living one's own life and dying one's own death.  Hail, brothers! Goodbye to you, the exalted dead! To you, we owe two debts of gratitude forever: the glory of having died for France, and the homage due to you in our memories.